# Hobohmia paradoxa
Hobohmia paradoxa är en fjärilsart som beskrevs av Boris Ivan Balinsky 1994. Hobohmia paradoxa ingår i släktet Hobohmia och familjen mott. Inga underarter finns listade i Catalogue of Life.